# Apollo et Hyacinthus
Apollo et Hyacinthus er en opera (KV 38) af Wolfgang Amadeus Mozart, skrevet i 1767 da han var 11 år gammel. Det er Mozarts første egentlige opera (Die Schuldigkeit des ersten Gebots er et religiøst syngespil). Apollo et Hyacinthus er i tre akter og er en opera der, som det ses af navnet, er baseret på 
græsk mytologi som fortalt af romerske digter Ovid i Metamorphoses. Med udgangspunkt heri skrev Rufinus Widl librettoen til værket på latin. 
Operaen blev uropført den 13. maj 1767 i den store sal på universitetet i Salzburg. Ifølge en myte døde Hyacinthus ved et uheld, da han blev ramt i hovedet af en diskos kastet af Apollon, mens en anden myte fortæller, at det var vindens gud, Zephyrus, der var ansvarlig for Hyacinths død, fordi han af jalousi blæste diskossen ud af kurs for at dræbe Hyacinth. Da han døde, lod Apollon en hyacint springe frem af det spildte blod.
Librettisten Rufinus Widl, der var præst, ændrede Ovids fortælling (hvor Apollon, Zephyrus og Hyacinthus indgik i et homoseksuelt forhold) for at tilpasse den til de på hans egen tid gældende sociale normer, idet han i kærlighedsforholdet skifte Ovids Hyacinth ud med søsteren Melia.

## Roller
| Rolle                          | Stemmetype   | Originalbesætning, 13. maj 1767 (Dirigent: -) |
| ------------------------------ | ------------ | --------------------------------------------- |
| Oebalus, konge af Lacedaemonia | Tenor        | Mathias Stadler                               |
| Melia, datter af Oebalus       | Drengesopran | Felix Fuchs                                   |
| Hyacinthus, søn af Oebalus     | Drengesopran | Christian Enzinger                            |
| Apollo                         | Drengealt    | Johann Ernst                                  |
| Zephyrus, ven af Hyacinthus    | Drengesopran | Joseph Vonterthon                             |
| Apollons første præst          | Bas          | Joseph Bründl                                 |
| Apollons anden præst           | Bas          | Jakob Moser                                   |

## Synopsis
King Oebalus af Lacedaemonia og hans søn Hyacinthus er ved at forberede et offer til Apollon, da deres alter rammes af et lynnedslag. Apollon ankommer selv for at tilbyde den unge Hyacinthus venskab og søsteren Melia sin kærlighed. Melias glæde over udsigten til et giftermål med en guddom knuses imidlertid, da Zephyrus kommer ind og melder, at Apollon er kommet til at dræbe Hyacinthus med en diskos. Men lige så såre Zephyrus har fortalt sin historie til ende, kommer Apollon selv ind og sender løgneren ud med et vindstød. Den fortvivlede Melia ved ikke, hvad hun skal tro, og flygter fra guden for i stedet at lede efter sin bror. 
Hyacinthus identificerer Zephyrus som sin fars morder netop som han udånder. Oebalus og Melia synger en duet i sorg, der rører Apollo så meget, at han gør drengens krop til en hyacint og herefter bekræfter sin kærlighed til Melia. 